# Videogiochi nel 2011

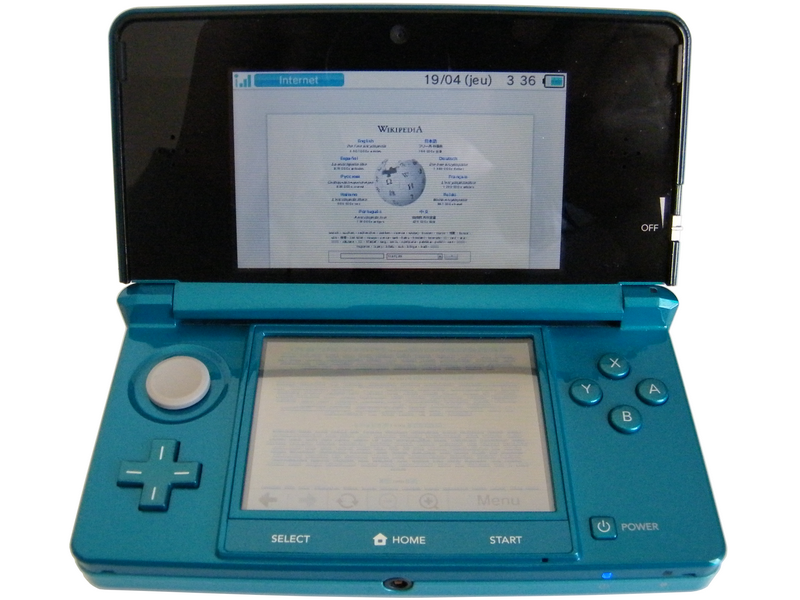
Nintendo 3DS

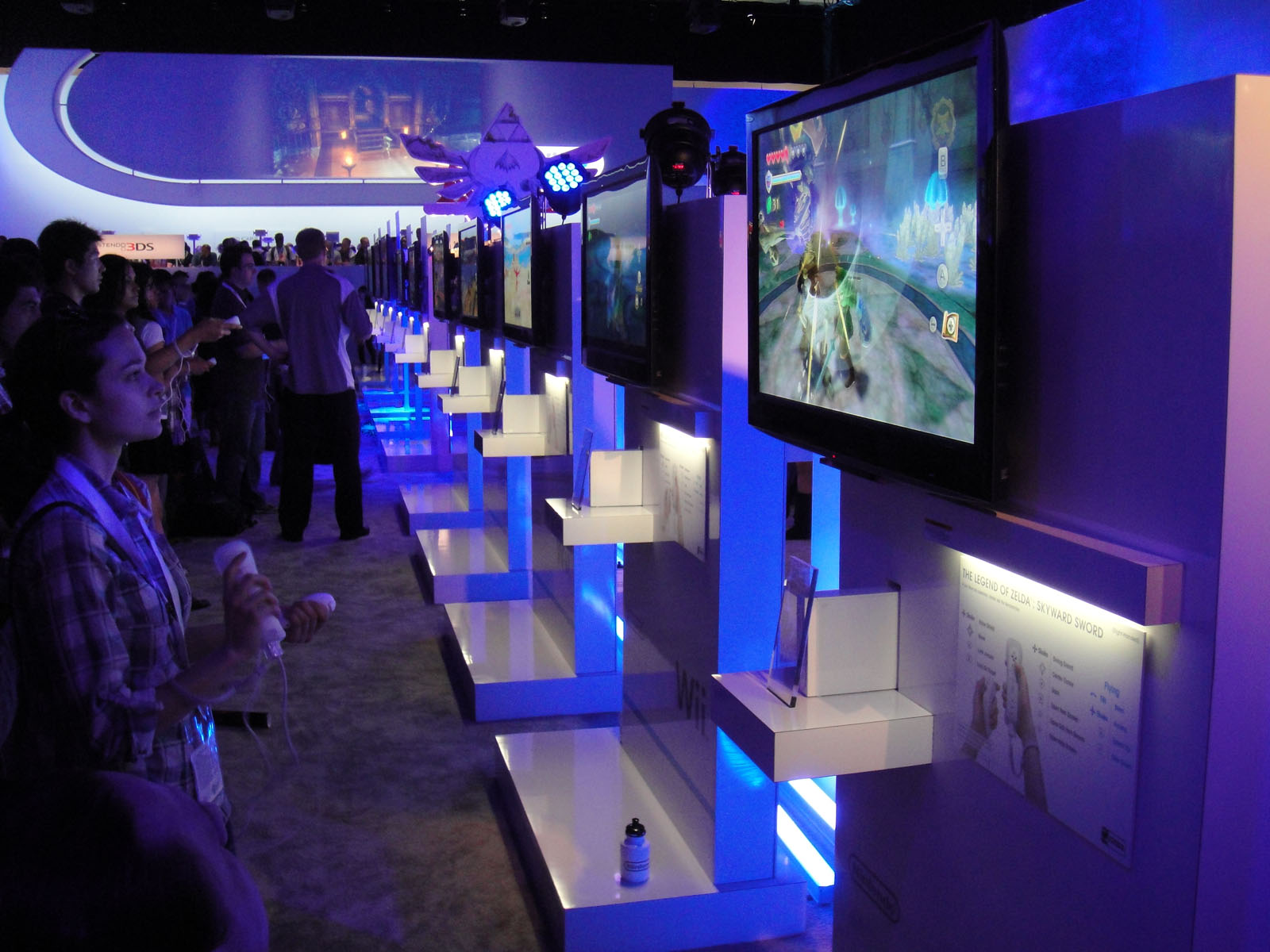
The Legend of Zelda: Skyward Sword all'Electronic Entertainment Expo 2011

Eventi rilevanti avvenuti nell'industria dei videogiochi nel 2011. 
Per un elenco delle voci su giochi usciti nell'anno vedi Categoria:Videogiochi del 2011.

## Eventi
- Skylanders: Spyro's Adventure è il primo gioco di successo basato sulla realtà aumentata, facendo uso di personaggi di plastica[1].
- 26 febbraio – In Giappone viene lanciato il Nintendo 3DS.
- Esce la console PS Vita.
- Esce la variante di console PlayStation Portable-E1000.
- 18 novembre – Esce Minecraft, il gioco più venduto di tutti i tempi.

### Fiere
- 6 gennaio – A Las Vegas si apre il Consumer Electronics Show 2011.
- 28 febbraio – A San Francisco si apre la Game Developers Conference 2011.
- 7 giugno – A Los Angeles si apre l'edizione 2011 dell'Electronic Entertainment Expo.
- 18 agosto – A Colonia si apre l'edizione 2011 di Gamescom.
- 15 settembre – Apre il Tokyo Game Show 2011.

## Classifiche
- I 10 giochi più venduti secondo le statistiche di VGChartz sono, in ordine decrescente: Minecraft, The Elder Scrolls V: Skyrim, Portal 2, FIFA 12, Uncharted 3: L'inganno di Drake, Forza Motorsport 4, The Legend of Zelda: Skyward Sword, Bastion, Mortal Kombat, Dance Central 2[2].
- I 10 giochi più apprezzati dalla critica secondo le statistiche di Metacritic sono, in ordine decrescente: Batman: Arkham City, The Elder Scrolls V: Skyrim, Portal 2, The Legend of Zelda: Ocarina of Time 3D, Mass Effect 2 (PS3), Minecraft, The Legend of Zelda: Skyward Sword, Uncharted 3: L'inganno di Drake, The Ico & Shadow of the Colossus Collection, Rayman Origins[3].